# عبد الكبير ودار
عبد الكبير وَدَّار فارسٌ مغربي، يمارِسُ رياضةَ الفروسية، وبطلٌ عالميٌ في القفزِ على الحواجِز. وُلِدَ سنةَ 1962. بدأ بُزوغُ نجمِ عبد الكبير بسُرعةٍ سنةَ 2014 رغمَ أنَّ هذا الصُّعودَ جاءَ متأخراً نسبياً. اشترى له الملكُ محمدٌ السَّادس حِصاناً اسمُهُ كوِكْلي كرَيْسكر (Quickly de Kreisker) من الفارس بنجمان روبير من منطقة بريتاني الفرنسية. كويكلي دو كريسكر المزداد سنة 2004، تصدر لائحة أفصل فرس في العالم في يوليوز 2014. يُلقَّبُ عبد الكبير ودار بـ«فارسِ جلالة الملك محمد السادس».

## روابط خارجية
- عبد الكبير ودار على موقع الاتحاد الدولي للفروسية (الإنجليزية)
- عبد الكبير ودار على موقع FEI (رابط بديل) (الإنجليزية)
- عبد الكبير ودار على موقع اللجنة الأولمبية الدولية (الإنجليزية)
- عبد الكبير ودار على موقع أوليمبيديا (الإنجليزية)
- عبد الكبير ودار على موقع اللجنة الأولمبية المغربية (الفرنسية)